# Lijst van personen overleden in juni 2025
Dit is een lijst van bekende personen die zijn overleden in juni 2025.

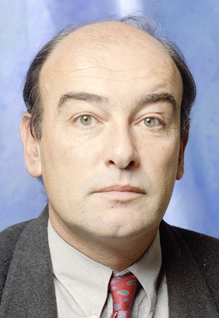
Peter de Bie
3 juni

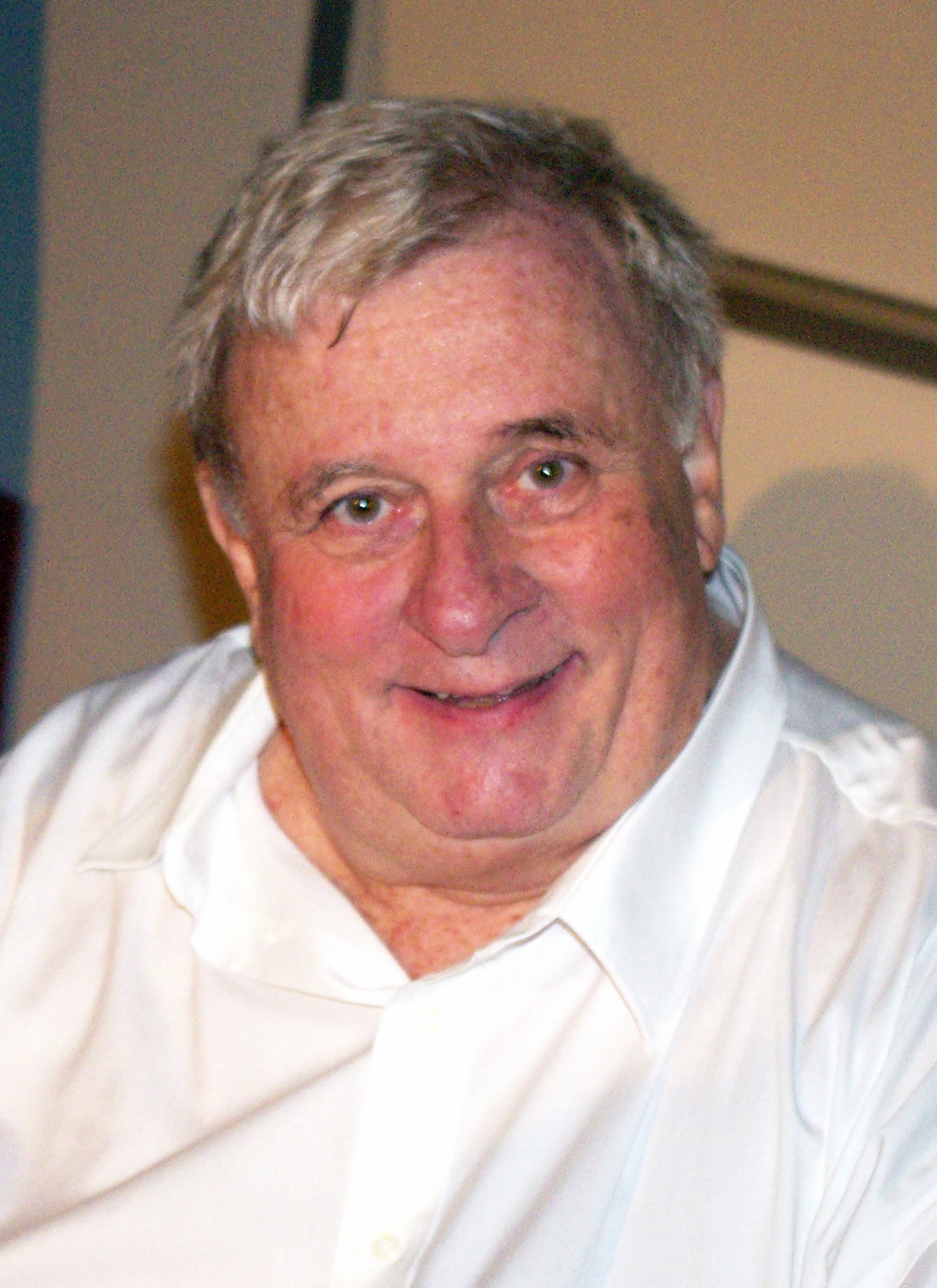
Edmund White
3 juni

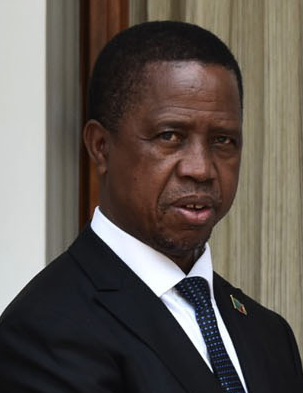
Edgar Lungu
5 juni

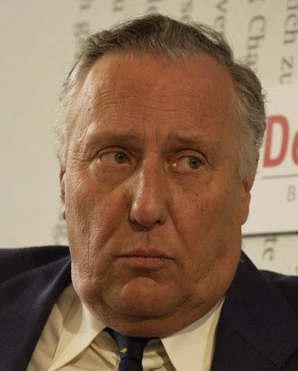
Frederick Forsyth
9 juni

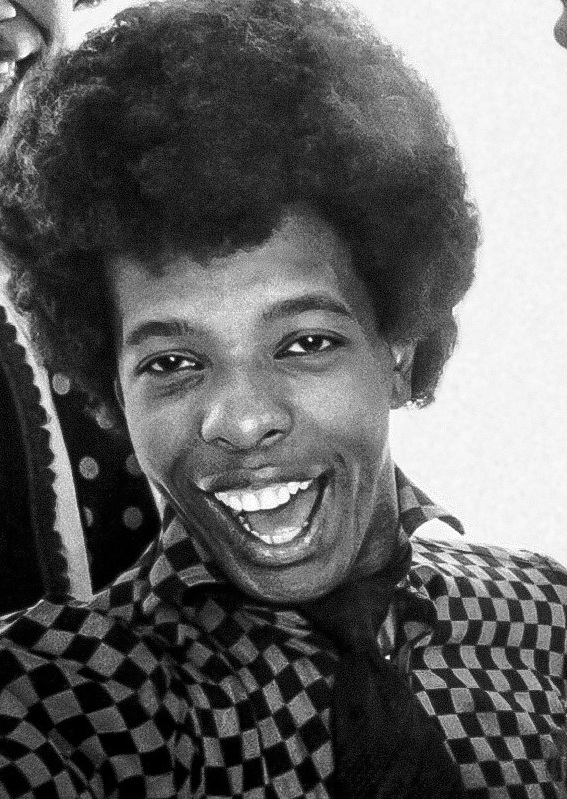
Sly Stone
9 juni

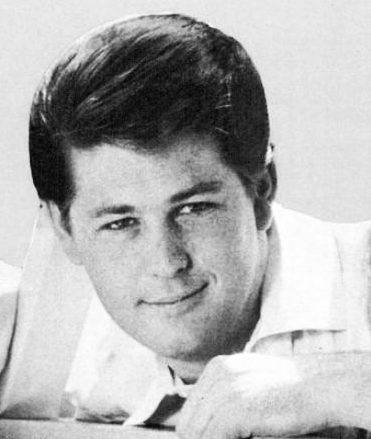
Brian Wilson
11 juni

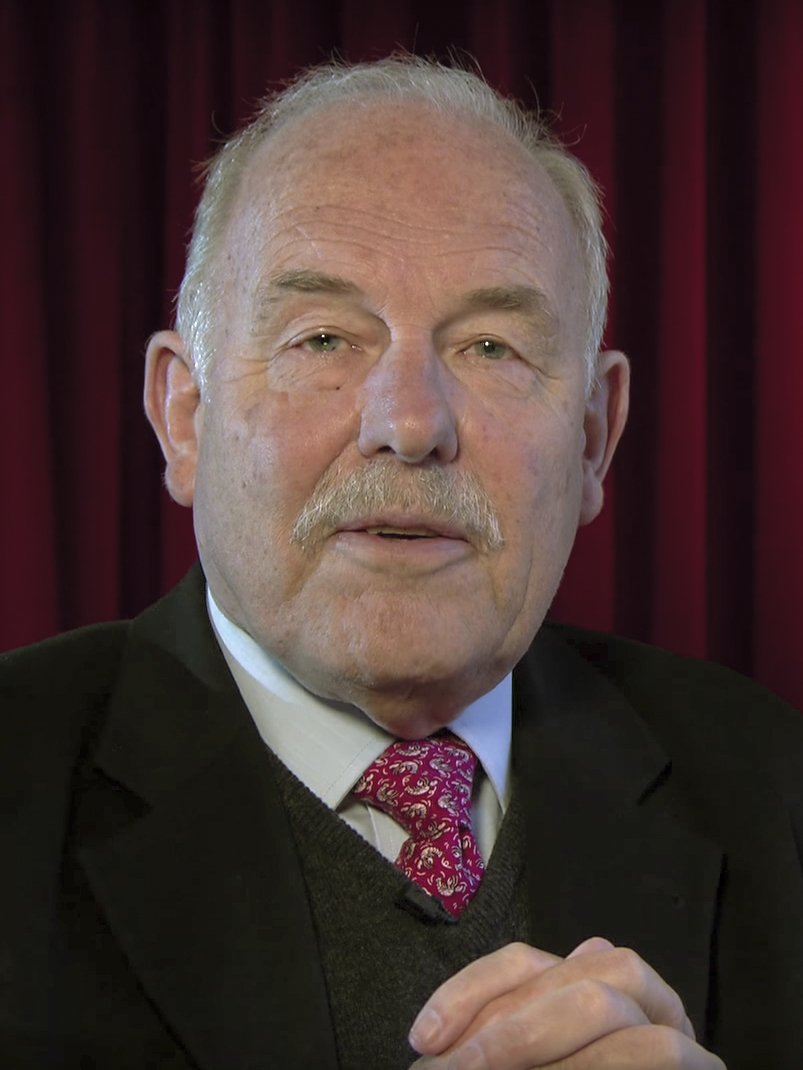
Henk van Os
14 juni

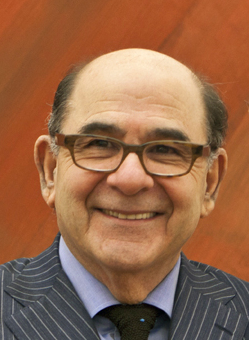
Joel Shapiro
14 juni

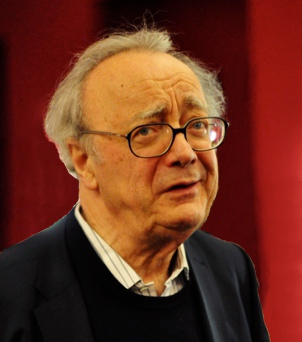
Alfred Brendel
17 juni

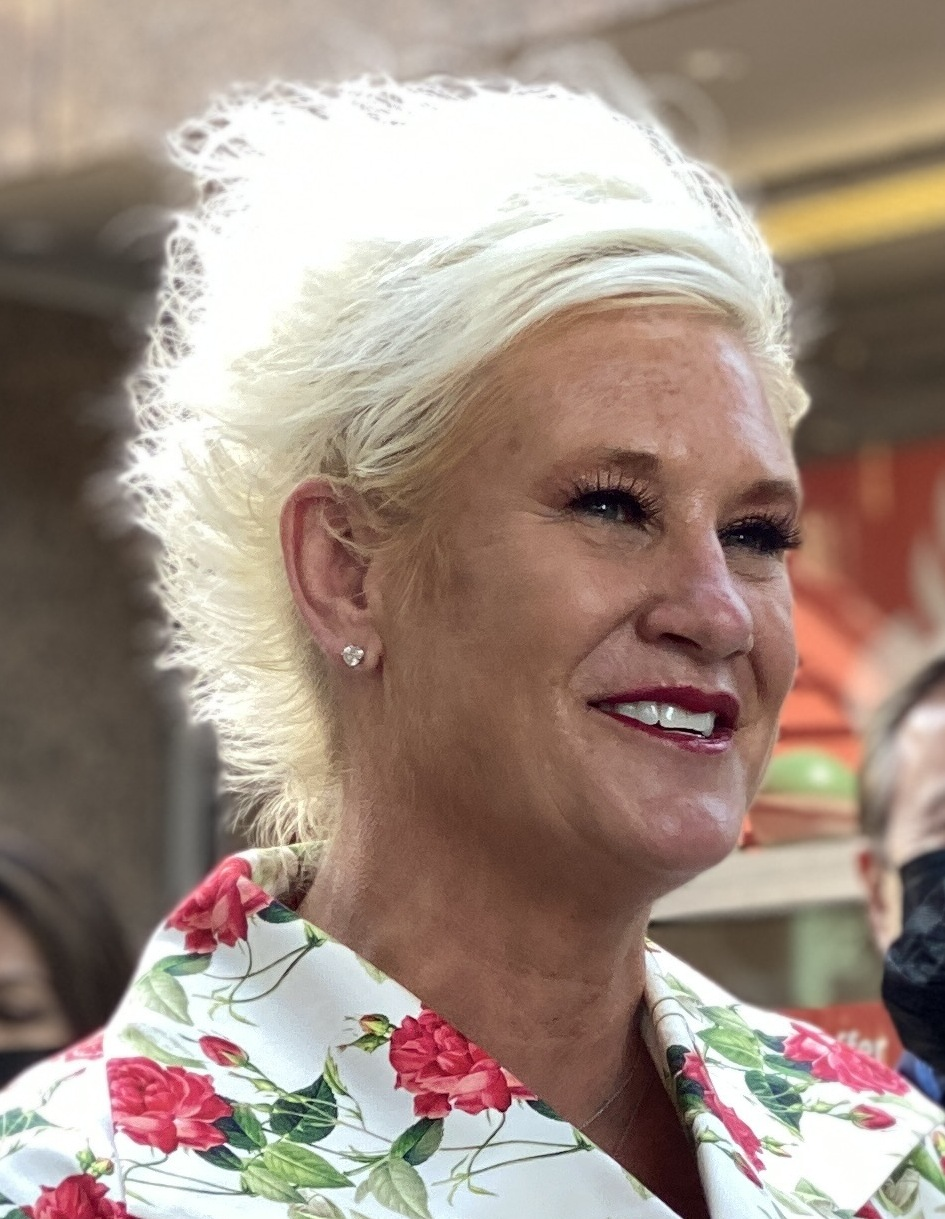
Anne Burrell
17 juni

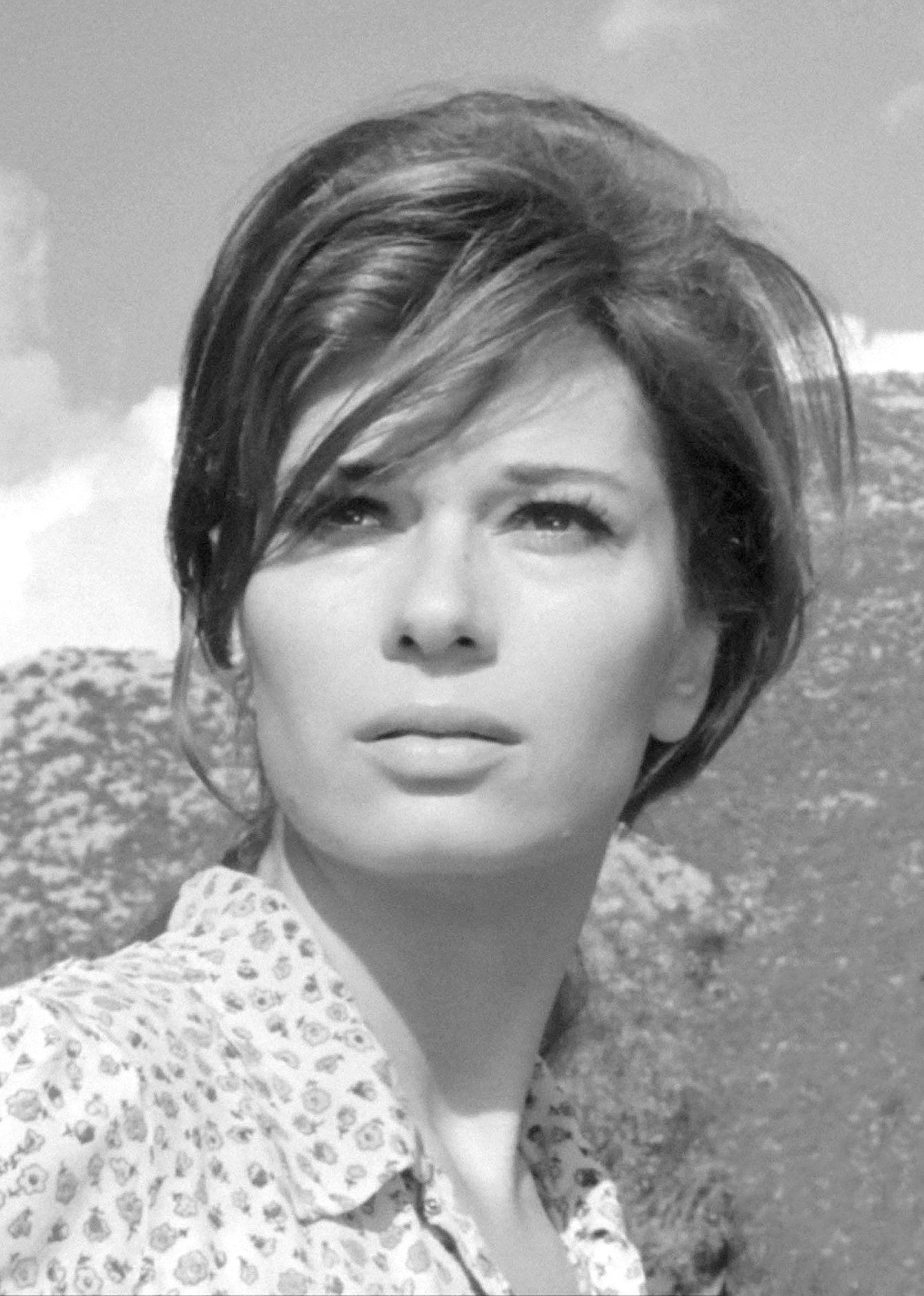
Lea Massari
23 juni

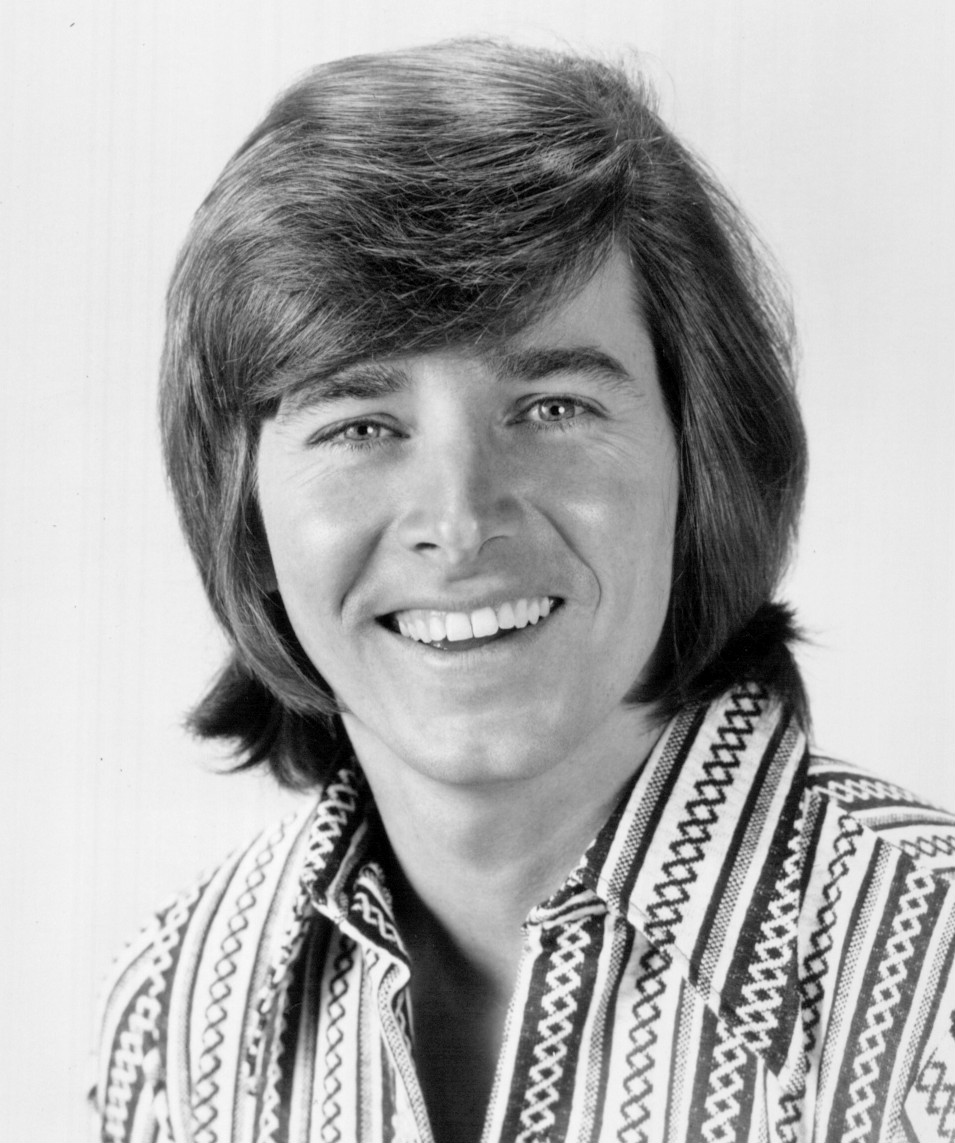
Bobby Sherman
24 juni

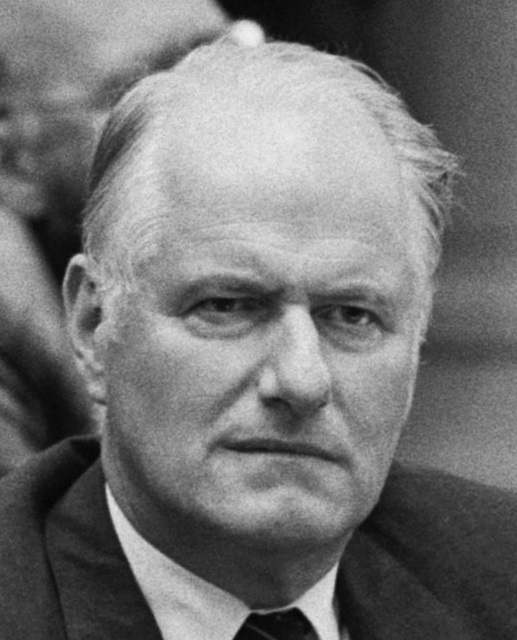
Wim van Eekelen
25 juni

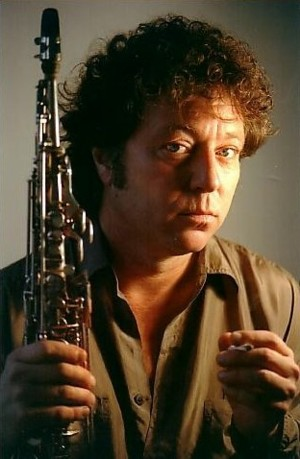
Paul Stocker
26 juni

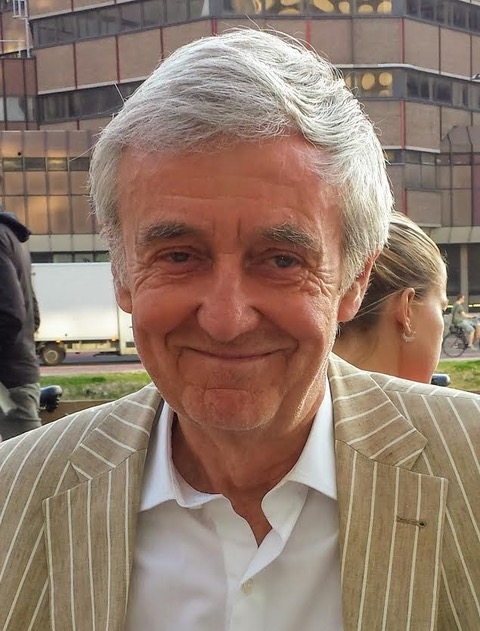
Frans Willem Saris
29 juni

| 1 | 2 | 3 | 4 | 5 | 6 | 7 | 8 | 9 | 10 | 11 | 12 | 13 | 14 | 15 | 16 | 17 | 18 | 19 | 20 | 21 | 22 | 23 | 24 | 25 | 26 | 27 | 28 | 29 | 30 |
| - | - | - | - | - | - | - | - | - | -- | -- | -- | -- | -- | -- | -- | -- | -- | -- | -- | -- | -- | -- | -- | -- | -- | -- | -- | -- | -- |

### 1 juni
- Jonathan Joss (59), Amerikaans acteur[1]

### 2 juni
- Roger Freeman (83), Brits politicus[2]
- Pierre Nora (93), Frans historicus[3]
- Oesje Soekatma (68), Surinaams-Nederlands musicus[4]

### 3 juni
- Mustafa Ayyorkun (21), Turks wielrenner[5]
- Peter de Bie (75), Nederlands journalist en radiopresentator[6]
- Krisztina de Châtel (81), Nederlands-Hongaars choreografe[7]
- Gidon Graetz (95), Israëlisch beeldhouwer[8]
- Frank Ferrari (Frank Faas) (80), Nederlands zanger, componist, muziekproducent[9]
- Piet Kamerman (99), Nederlands acteur[10]
- Edmund White (85), Amerikaans schrijver[11][12]

### 4 juni
- Nicole Croisille (88), Frans zangeres en actrice[13]
- Marc Garneau (76), Canadees politicus, militair en ruimtevaarder[14]
- Niède Guidon (92), Braziliaans archeologe[15]
- Clifton Jones (87), Jamaicaans acteur[16]
- Philippe Labro (88), Frans schrijver, journalist en filmregisseur[17]

### 5 juni
- Bill Atkinson (74), Amerikaans softwareontwikkelaar[18]
- Walter Brueggemann (92), Amerikaans theoloog[19]
- Edgar Lungu (68), Zambiaans politicus[20]

### 6 juni
- Raidi (86), Tibetaans-Chinees politicus[21]

### 7 juni
- Luis Jalandoni (90), Filipijns-Nederlands priester en rebellenonderhandelaar[22]
- Uriah Rennie (65), Brits voetbalscheidsrechter[23]

### 8 juni
- Matija Dedić (52), Kroatisch jazzpianist[24]
- Henk van Gelder (79), Nederlands journalist en recensent[25]
- David Greenwood (68), Amerikaans basketballer[26]
- Nina Kuscsik (86), Amerikaans atlete[27][28]
- Carlo von Tiedemann (81), Duits televisiepresentator, journalist en stadionspeaker[29]

### 9 juni
- Frederick Forsyth (86), Brits schrijver en journalist[30]
- Harold Schellinx (68), Nederlands media- en geluidskunstenaar, componist en schrijver[31]
- Sly Stone (Sylvester Stewart) (82), Amerikaans muzikant en muziekproducent[32]

### 10 juni
- Bujar Bukoshi (78), Kosovaars-Albanees politicus[33]
- Günther Uecker (95), Duits beeldhouwer[34]
- Harris Yulin (87), Amerikaans acteur[35]

### 11 juni
- Thom Bonder (30), Nederlands mountainbiker[36]
- Molly Faries (84), Nederlands kunsthistoricus[37][38]
- Jeltien Kraaijeveld-Wouters (92), Nederlands politica[39]
- Heinz-Günter Prager (80), Duits beeldhouwer, tekenaar en grafisch kunstenaar[40]
- Brian Wilson (82), Amerikaans zanger, componist en muziekproducent[41]

### 12 juni
- Zoltán Horváth (88), Hongaars schermer[42]
- Hub Hubben (78), Nederlands journalist, grafisch vormgever en schrijver[43]

### 13 juni
- Vic Aanensen (72), Australisch Australianfootballspeler[44]
- Parnia Abbasi (23), Iraans dichter[45]
- Dill Katz (79), Brits jazzcontrabassist[46]
- Louis Moholo (85), Zuid-Afrikaans jazzdrummer[47]
- Ferjan Ormeling (82), Nederlands cartograaf[48]

### 14 juni
- Violeta Barrios de Chamorro (95), Nicaraguaans politica[49]
- Melissa Hortman (55), Amerikaans politica[50]
- Leonard Lauder (92), Amerikaans cosmetica-ondernemer[51]
- Reinier Lucassen (86), Nederlands kunstenaar[52]
- Henk van Os (87), Nederlands kunsthistoricus, hoogleraar en museumdirecteur[53]
- Joel Shapiro (83), Amerikaans beeldhouwer[54]
- Jan Veerman (76), Nederlands zanger[55]

### 15 juni
- Guillaume Bijl (79), Belgisch beeldhouwer en installatiekunstenaar[56]
- Sven-Åke Johansson (82), Zweeds drummer, componist, schrijver en beeldend kunstenaar[57]

### 16 juni
- Theo Coumans (76), Nederlands drummer[58]
- Daniel Kleppner (92), Amerikaans natuurkundige[59]
- John Reid (61), Brits muziekproducent, zanger en liedjesschrijver[60]

### 17 juni
- Alfred Brendel (94), Oostenrijks pianist[61]
- Anne Burrell (55), Amerikaans chef-kok en televisiepersoonlijkheid[62]
- Egon Coordes (80), Duits voetballer en voetbalcoach[63]
- Bernard Lacombe (72), Frans voetballer en voetbaltrainer[64]
- Jan Vranken (77), Nederlands jurist[65]

### 18 juni
- Lou Christie (Lugee Sacco) (82), Amerikaans zanger en songwriter[66]

### 19 juni
- Bob Logist (82), Belgisch boksscheidsrechter[67]
- Hans Van Laethem (65), Belgisch stadsomroeper van Ninove[68]
- Cavin Yarbrough (71), Amerikaans zanger[69]

### 20 juni
- Ivar Giaever (96), Noors-Amerikaans natuurkundige en Nobelprijswinnaar[70]
- Francis Graham-Smith (102), Brits astronoom[71]
- Pauli Nevala (84), Fins atleet[72]
- Yin Fatang (102), Chinees politicus[73]

### 21 juni
- Karl Maureen (87), Duits organist en muziekpedagoog[74]

### 22 juni
- Aki Aleong (90), Amerikaans acteur, muziekproducent en zanger[75]
- Patricia Etnel (49), Surinaams politica[76]
- Arnaldo Pomodoro (98), Italiaans beeldhouwer[77]
- Harry Rozema (91), Nederlands waterbouwkundige[78]
- Franco Testa (87), Italiaans wielrenner[79]

### 23 juni
- John Clark (83), Brits voetballer[80]
- Lea Massari (Anna Massetani) (91), Italiaans actrice[81]
- Peter Phillips (86), Brits  graficus en kunstschilder[82]
- Rebekah Del Rio (57), Amerikaans singer-songwriter en actrice[83]

### 24 juni
- Eduardo Cofré (63), Chileens voetballer [84]
- Frans Koffrie (73), Nederlands bestuursvoorzitter[85]
- Bobby Sherman (81), Amerikaans zanger, liedjesschrijver en acteur[86]

### 25 juni
- Chua Lam (83), Chinees-Singaporees columnist[87]
- Wim van Eekelen (94), Nederlands politicus en diplomaat[88]
- Joke Kruijk-van Rest (90), Nederlands burgemeester [89]

### 26 juni
- Rick Hurst (79), Amerikaans acteur[90]
- Bill Moyers (91), Amerikaans journalist en nieuwscommentator[91]
- Lalo Schifrin (93), Argentijns componist, dirigent en pianist[92]
- Walter Scott (81), Amerikaans zanger[93]
- Paul Stocker (73), Amerikaans jazzmuzikant[94]

### 27 juni
- Georges Lini (58), Belgisch komiek en regisseur[95]
- Marjan Margadant-van Arcken (79), Nederlands hoogleraar natuur- en milieueducatie[96]
- Jim Parkinson (83), Amerikaans lettertype-ontwerper[97]
- Willy Slaats (87), Nederlands voetballer[98]

### 28 juni
- Germán Gullón (80), Spaans letterkundige en schrijver[99]
- Pex Langenberg (65), Nederlands politicus[100]
- Tigran Nalbandian (50), Armeens schaker[101]

### 29 juni
- Stuart Burrows (92), Brits operazanger[102]
- Maureen Hingert (88), Sri Lankaans-Amerikaans actrice en Miss Ceylon[103]
- Hessel Lindenbergh (81), Nederlands bankier en bestuurder[104]
- Frans Willem Saris (83), Nederlands natuurkundige en publicist[105]
- An van der Wiel-Bosch (89), Nederlands politica[106]

### 30 juni
- Kenneth Colley (87), Brits acteur, filmproducent, filmregisseur en scenarioschrijver[107]
- Luis Pascual Dri (98), Argentijns kardinaal[108]
- Michael Sommer (73), Duits vakbondsbestuurder[109]

januari · februari · maart · april · mei · juni · juli
1900 ·
1901 ·
1902 ·
1903 ·
1904 ·
1905 ·
1906 ·
1907 ·
1908 ·
1909 ·
1910 ·
1911 ·
1912 ·
1913 ·
1914 ·
1915 ·
1916 ·
1917 ·
1918 ·
1919 ·
1920 ·
1921 ·
1922 ·
1923 ·
1924 ·
1925 ·
1926 ·
1927 ·
1928 ·
1929 ·
1930 ·
1931 ·
1932 ·
1933 ·
1934 ·
1935 ·
1936 ·
1937 ·
1938 ·
1939 ·
1940 ·
1941 ·
1942 ·
1943 ·
1944 ·
1945 ·
1946 ·
1947 ·
1948 ·
1949 ·
1950 ·
1951 ·
1952 ·
1953 ·
1954 ·
1955 ·
1956 ·
1957 ·
1958 ·
1959 ·
1960 ·
1961 ·
1962 ·
1963 ·
1964 ·
1965 ·
1966 ·
1967 ·
1968 ·
1969 ·
1970 ·
1971 ·
1972 ·
1973 ·
1974 ·
1975 ·
1976 ·
1977 ·
1978 ·
1979 ·
1980 ·
1981 ·
1982 ·
1983 ·
1984 ·
1985 ·
1986 ·
1987 ·
1988 ·
1989 ·
1990 ·
1991 ·
1992 ·
1993 ·
1994 ·
1995 ·
1996 ·
1997 ·
1998 ·
1999 ·
2000 ·
2001 ·
2002 ·
2003 ·
2004 ·
2005 ·
2006 ·
2007 ·
2008 ·
2009 ·
2010 ·
2011 ·
2012 ·
2013 ·
2014 ·
2015 ·
2016 ·
2017 ·
2018 ·
2019 ·
2020 ·
2021 ·
2022 ·
2023 ·
2024 ·
2025